# Romulo de la Cruz
Romulo Tolentino de la Cruz (ur. 24 czerwca 1947 w Balasan, zm. 10 grudnia 2021 w Zamboanga) – filipiński duchowny rzymskokatolicki, w latach 2014–2021 arcybiskup Zamboanga.

## Życiorys
Święcenia kapłańskie przyjął 8 grudnia 1972 i został inkardynowany do archidiecezji Cotabato. Pracował w parafii w Tacurong (1975-1976 oraz 1985-1987) oraz w archidiecezjalnym seminarium, gdzie pełnił funkcje kierownika duchowego (1983-1985 oraz 1987-1988), wicerektora (1973-1975) i rektora (1976-1983). W 1981 został wikariuszem generalnym archidiecezji.

### Episkopat
17 grudnia 1987 papież Jan Paweł II mianował go prałatem-koadiutorem Isabeli. Sakry biskupiej udzielił mu 17 marca 1988 abp Bruno Torpigliani. 26 stycznia 1989 objął rządy w prałaturze.
8 stycznia 2001 został prekonizowany biskupem koadiutorem San Jose de Antique. Rządy w diecezji objął 16 marca 2002.
14 maja 2008 Benedykt XVI mianował go biskupem Kidapawan, zaś 15 marca 2014 Franciszek przeniósł go na stolicę metropolitarną w Zamboanga.